# キッシンジャー&ニクソン/合衆国の決断
『キッシンジャー＆ニクソン/合衆国の決断』（原題：Kissinger and Nixon）は、ダニエル・ペトリー監督、ライオネル・チェットウィンド脚本による1995年のアメリカのドラマ映画である。1992年に出版されたウォルター・アイザックソンの「Kissinger: A Biography」に基づく作品。出演はロン・シルヴァー、ボー・ブリッジス、ロン・ホワイト、ジョージ・タケイ、ケネス・ウェルシュ、トニー・ロサトなど。この映画は1995年12月10日にTNTで初公開された。日本ではVHSが発売された他、JSB（現：WOWOW）で『キッシンジャーとニクソン/ベトナム撤退へのシナリオ』の邦題で放送されたこともある。

## あらすじ
第37代合衆国大統領リチャード・ニクソンと国家安全保障担当補佐官のヘンリー・キッシンジャーの2人が当時泥沼化していたベトナム戦争の終結問題にどのように対処したかが描かれる。

## キャスト
※括弧内は日本語吹替
- ヘンリー・キッシンジャー：ロン・シルヴァー（小川真司）
- リチャード・ニクソン：ボー・ブリッジス（内海賢二）
- ハリー・ロビンズ・ハルデマン（大統領首席補佐官）：ロン・ホワイト（英語版）
- レ・ドゥク・ト（パリ和平会談での北ベトナム代表）：ジョージ・タケイ
- ジェームス・レストン（英語版）（コラムニスト）：ケネス・ウェルシュ
- チャールズ・コルソン（大統領特別顧問）：トニー・ロサト（英語版）
- グエン・バン・チュー（南ベトナム大統領）：ヘンリー・チャン（塚田正昭）
- アレクサンダー・ヘイグ（国家安全保障担当副補佐官）：マット・フリューワー
- ンボ：トム・チャン
- 政治顧問：チャン・ピンユウ
- Lord：エイドリアン・ハフ
- ジョン・ネグロポンテ（国家安全保障会議スタッフ）：ポール・ミラー
- エルズワース・バンカー（英語版）（駐南ベトナム米国大使）：ロン・ハートマン
- ウィリアム・P・ロジャーズ（英語版）（国務長官）：ブレット・ハルゼイ（英語版）
- ウィリアム・ウェストモーランド（陸軍参謀総長）：グラハム・マクファーソン
- ミュリエル：バーバラ・ラデッキー（英語版）

## 製作
当時の人物を再現するため出演者には特殊メイクが施されており、このメイクを担当したパトリシア・グリーン、ケビン・ヘイニー、チャールズ・ポリエがプライムタイム・エミー賞のメイクアップ賞（リミテッド・シリーズ/テレビ映画/スペシャル部門）を受賞した。